# Clara Lim-Sylianco

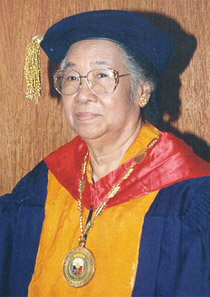
Clara Lim-Sylianco

 Clara Y. Lim-Sylianco (* 18. August 1925 in Guihulngan, Negros Oriental, Philippinen; † 23. Juli 2013) war eine philippinische Chemikerin und Hochschullehrerin. 1994 wurde ihr der Titel National Scientist verliehen.

## Leben und Werk
Lim-Sylianco studierte Medizin an der Siliman University und erhielt 1947 einen Associate Degree für das Pre-Medicine-Programm. Sie wechselte kurz darauf ihr Studienfach und studierte Chemie, wo sie 1949 einen Bachelor of Science magna cum laude erwarb. Danach studierte sie an der University of the Philippines Diliman und erhielt 1953 einen Master in Chemie. An der University of the Philippines Diliman war sie bis 1951 als wissenschaftliche Mitarbeiterin und anschließend bis zu ihrem Abschluss 1953 als Dozentin tätig. Nach Erhalt eines Fulbright Stipendiums studierte sie an der University of Iowa in den USA und promovierte dort in Biochemie und organischer Chemie.  Von 1953 bis 1955 war sie als wissenschaftliche Mitarbeiterin an der Universitätsklinik für Pädiatrie und von 1955 bis 1957 wissenschaftliche Mitarbeiterin am Department für Biochemie tätig.
1957 kehrte sie in ihre Heimat zurück und lehrte an den Chemie- und Biochemie-Abteilungen der Universität der Philippinen. Von 1970 bis 1973 war sie als Beraterin für das National Institute of Science and Technology tätig.
Sie forschte in verschiedenen Bereichen wie Umweltmutagene und Antimutagene, biochemische Ernährung, bioorganische Mechanismen und Mutagenität philippinischer Heilpflanzen (Otrilaurin, Trilinolein usw.) 1989 wurde sie Mitglied des International Advisory Committee on Anti-Mutagens. In ihren Forschungsgebieten hat sie mehr als 50 Artikel, 7 Forschungsbücher und 5 Monographien verfasst. Sie schrieb Lehrbücher über organische Chemie und molekulare Biochemie. Hierzu gehören Principles of Organic Chemistry, 5. Aufl., 1975; Bioorganic and bioinorganic mechanism, 1995;Modern Biochemistry, 1976; Monograph Series on Molecular Biochemistry: Nucleic Acids, Protein, Carbohydrates, Lipids, 1974; Laboratory Manual in Organic Chemistry, 1965; Laboratory Manual in Biochemistry, 1961.
Für ihre Leistungen erhielt sie von 1974 bis 1977 eine Stiftungsprofessor für Chemie an der Universität der Philippinen und 1977 den Gregorio Y. Zara Award.
Sie starb im Alter von 87 Jahren.

## Ehrungen und Auszeichnungen (Auswahl)
- 1958: Fellow der Royal Society[3]
- 1985: CASAA Award of Distinction in Biochemistry
- 1988: Fullbright Achievement Award in Wissenschaft
- 1988: Lingkod Bayani Presidential Award
- 1989: Distinguished Achievement Award, Federation of Chemical Societies
- 1989: Achievement Award, Alpha Chi Chapter der Phi Sigma Biological Honor Society
- 1989: Achievement Award, Nationaler Forschungsrat der Philippinen
- 1990: Achievement Award, Philippine Biochemical Society
- 1991: Andress A. Soriano-Preis
- 1994: National Scientist der Philippinen[4]